# Mike Holland
Mike Holland, ameriški smučarski skakalec, * 11. december 1961. 
V 1985/86 je na poletih v Planici postavil nov svetovni rekord - 186 metrov, vendar rekord je zdržal le 27 minut, saj ga je za tri metre preskočil Finec Matti Nykänen. Nastopil je tudi na olimpijskih igrah v Sarajevu 1984 in Calgaryju 1988.

## Dosežki
Zmage
| Sezona  | Država/Prizorišče |
| ------- | ----------------- |
| 1988/89 | Bischofshofen     |